# Tubicotomaculum irregularis
Tubicotomaculum irregularis är en ringmaskart som beskrevs av Chiplonkar och Ghare 1977. Tubicotomaculum irregularis ingår i släktet Tubicotomaculum, klassen havsborstmaskar, fylumet ringmaskar och riket djur. Inga underarter finns listade i Catalogue of Life.